# Camille de Digoine du Palais
Camille de Digoine du Palais, dit le « chevalier du Palais » puis « commandeur du Palais », né le 12 juillet 1647 au Palais, dans la paroisse de Mailly (diocèse de Mâcon) et mort le 3 mai 1721 , est un officier de marine et aristocrate français des XVIe et XVIIIe siècles. Chef d'escadre des armées navales (1706).

## Biographie
Originaire de Bourgogne, il descend d'une maison d'ancienne chevalerie, qui a donné son nom à la première baronnie du Charolais, et apparait dès le commencement du XIe siècle. Il est le deuxième fils de Marc-Antoine de Digoine du Palais (mort en 1664) et de Françoise de Drée. Ses parents se marient le 1er mars 1677. À la mort de son père, son frère aîné Paul-Salomon hérite des titres de seigneur du Palais, de Mailly, de Bouvers et d'Aiguilly. Il est apparenté, par les Damas, au chef d'escadre d'Arcy de la Varenne.
Il est présenté de minorité dans l'ordre de Saint-Jean de Jérusalem en 1665. Il passe dans la Marine royale en tant que volontaire en 1674, avant d'être promu successivement lieutenant de vaisseau en 1675 et capitaine de vaisseau en 1677.
En 1684, il participe au bombardement de Gênes, au cours duquel il se distingue tout particulièrement lors de la prise du fort de la ville.
À la bataille du cap Béveziers, le 10 juillet 1690, il commande Le Bon, 52 canons et 300 hommes d'équipage.
En 1692, il mouille en Baie-des-Espagnols au large de la Nouvelle-France pour protéger l'établissement de Plaisance des attaques anglaises. En octobre 1694, il commande les frégates La Badine et Le Wesp, avec pour ordre d'escorter des navires marchands français. Le 24 août 1704, il est à la bataille navale de Vélez-Málaga à bord de L'Orgueilleux, de 86 canons. Promu chef d'escadre de Poitou-Saintonge en 1706, il est nommé Commandant la Marine à Brest, en 1711.
Il sert dans la Marine royale pendant 42 ans de 1674 à 1716, et meurt le 3 mai 1721, à l'âge de 72 ans.

### Sources et bibliographie
- François-Alexandre de La Chenaye-Aubert, Dictionnaire de la noblesse, contenant les généalogies, l'histoire & la chronologie des familles nobles de la France, l'explication de leurs armes, & l'état des grandes terres du royaume, Chez la veuve Duchesne et l'auteur, Paris, 1772, [lire en ligne], p. 594
- Michel Vergé-Franceschi, Les officiers généraux de la Marine Royale : (1715-1774) ; origines, conditions, services, Librairie de l'Inde, 1990, 383 p., p. 63 et suiv.
- Louis de La Roque, Catalogue des Chevaliers de Malte appelés successivement Chevaliers de l'ordre militaire et hospitalier de Saint-Jean de Jérusalem, de Rhodes et de Malte, 1099-1890, Alp. Desaid, Paris, 1891